# Biegi narciarskie na Zimowych Igrzyskach Olimpijskich 1968 – sztafeta mężczyzn
Bieg sztafetowy mężczyzn podczas Zimowych Igrzysk Olimpijskich 1968 w Grenoble został rozegrany 14 lutego. Wzięło w nim udział 60 zawodników z piętnastu krajów. Mistrzostwo olimpijskie w tej konkurencji wywalczyła reprezentacja Norwegii w składzie: Odd Martinsen, Pål Tyldum, Harald Grønningen i Ole Ellefsæter. 

## Wyniki
| Pozycja | Kraj                                                                                     | Czas                                      | Strata   |
| ------- | ---------------------------------------------------------------------------------------- | ----------------------------------------- | -------- |
|         | Norwegia · Odd Martinsen · Pål Tyldum · Harald Grønningen · Ole Ellefsæter               | 2:08:33,5 31:57,3 32:13,8 32:05,2 32:17,2 | -        |
|         | Szwecja · Jan Halvarsson · Bjarne Andersson · Gunnar Larsson · Assar Rönnlund            | 2:10:13,2 32:37,0 32:26,4 32:24,4 32:45,4 | +1:39,7  |
|         | Finlandia · Kalevi Oikarainen · Hannu Taipale · Kalevi Laurila · Eero Mäntyranta         | 2:10:56,7 33:00,7 33:16,0 32:16,3 32:23,7 | +2:23,2  |
| 4.      | ZSRR · Władimir Woronkow · Anatolij Akientiew · Walerij Tarakanow · Wiaczesław Wiedienin | 2:10:57,2 32:38,4 32:32,5 32:56,4 32:49,9 | +2:23,7  |
| 5.      | Szwajcaria · Konrad Hischier · Josef Haas · Florian Koch · Alois Kälin                   | 2:15:32,4 34:27,1 33:02,2 33:45,9 34:17,2 | +6:58,9  |
| 6.      | Włochy · Giulio De Florian · Franco Nones · Palmiro Serafini · Aldo Stella               | 2:16:32,2 34:58,4 33:55,6 34:09,9 33:28,3 | +7:58,7  |
| 7.      | NRD · Gerhard Grimmer · Axel Lesser · Peter Thiel · Gert-Dietmar Klause                  | 2:19:22,8 33:52,1 34:00,3 36:46,5 34:43,9 | +10:49,3 |
| 8.      | RFN · Helmut Gerlach · Walter Demel · Herbert Steinbeißer · Karl Buhl                    | 2:19:37,6 34:53,5 33:42,2 35:27,1 35:34,8 | +11:04,1 |
| 9.      | Czechosłowacja · Ján Fajstavr · Vít Fousek · Václav Peřina · Karel Štefl                 | 2:19:51,3 34:23,4 36:01,0 35:12,0 34:14,9 | +11:17,8 |
| 10.     | Japonia · Tokio Sato · Sotoo Okushiba · Kazuo Sato · Akiyoshi Matsuoka                   | 2:20:54,8 33:38,4 35:14,4 35:04,5 36:57,5 | +12:21,3 |
| 11.     | Francja · Félix Mathieu · Victor Arbez · Philippe Baradel · Roger Pires                  | 2:21:23,0 34:17,9 34:05,8 37:36,3 35:23,0 | +12:49,5 |
| 12.     | Stany Zjednoczone · Mike Gallagher · Mike Elliott · Bob Gray · John Bower                | 2:21:30,4 33:45,0 35:09,7 35:32,6 37:03,1 | +12:56,9 |
| 13.     | Austria · Heinrich Wallner · Franz Vetter · Ernst Pühringer · Andreas Janc               | 2:22:29,4 35:42,2 35:02,6 36:25,2 35:19,4 | +13:55,5 |
| 14.     | Kanada · Nils Skulbru · Rolf Pettersen · Esko Karu · David Rees                          | 2:29:12,7 37:34,5 37:56,2 38:29,4 35:12,6 | +20:39,2 |
| 15.     | Turcja · Rızvan Özbey · Yaşar Ören · Şeref Çınar · Naci Öğün                             | 3:01:52,1 42:09,1 45:36,0 48:12,2 45:54,8 | +53:18,6 |